# Auto Carrosserie Willy Bernath
Auto Carrosserie Willy Bernath war ein Schweizer Hersteller von Automobilkarosserien, der vor, während und kurz nach dem Zweiten Weltkrieg auf Kundenwunsch einige vielfach als avantgardistisch beschriebene Aufbauten für europäische Oberklassefahrzeuge produzierte.

## Unternehmensgeschichte

### Willy Bernath
Das Unternehmen war in der Schweizer Gemeinde La Chaux-de-Fonds im Kanton Neuenburg ansässig. Inhaber war Willy Bernath (* 1. März 1914 in La Chaux-de-Fonds; † 13. Juni 1991). Bernath hatte in den frühen 1930er-Jahren in Hamburg und Zürich eine Ausbildung zum Karosseriespengler absolviert. Nach deren Abschluss arbeitete er zunächst nicht in seinem erlernten Beruf, sondern war als Skiathlet aktiv. 1936 wurde er in Davos Schweizer Meister der Viererkombination. Im Anschluss daran hielt sich Bernarth einige Monate in den USA auf. Nach seiner Rückkehr in die Schweiz übernahm er den Karosseriereparaturbetrieb, den sein Vater 1924 in La Chaux-de-Fonds gegründet hatte. Ab 1938 ging Bernath dazu über, auf Kundenwunsch komplette Automobilkarosserien zu bauen.

### Bernaths Karosserien
Das Unternehmen Auto Carrosserie Willy Bernath existierte als Karosseriehersteller von 1938 bis 1946. In dieser Zeit entstanden in La Chaux-de-Fonds 24 Cabriolet-Aufbauten, die sich vor allem an der Wagenfront durch eine „avantgardistische Gestaltung“ auszeichneten. Sie stellten eine „Mischung aus Luxus, Eleganz und Stromlinie mit einer Spur Art déco“ dar.
Besonderes Merkmal aller Entwürfe Bernaths war ein horizontal angeordneter Kühlergrill, der oberhalb der Stoßstange angeordnet war und sich über die gesamte Wagenbereite erstreckte. Bernath war einer der ersten Designer, der von der bislang üblichen vertikalen Ausrichtung des Kühlergrills abwich. Der Grill bestand zumeist aus vertikal verlaufenden Chromstreben; in mindestens einem Fall machten sie allerdings zur Wagenmitte hin eine Aufwärtsbewegung. Die vorderen Leuchten waren zumeist hinter den Chromstreben als „versteckte Scheinwerfer“ positioniert, bei einigen Fahrzeugen waren sie dagegen auf die Grillstreben aufgesetzt.
Abgesehen von diesem besonderen Gestaltungsmerkmal orientierten sich Bernarths Entwürfe an den zeitgenössischen Arbeiten Battista Farinas oder Hermann Grabers: Die vorderen und hinteren Kotflügel gingen fließend in den Wagenrumpf über. Die Motorhaube war bei allen Entwürfen spitz zulaufend und durch einen Chromstreifen, der sich zumeist bis zum Heck fortsetzte, von dem Unterbau abgesetzt. Bei einigen Fahrzeugen waren die hinteren Räder abgedeckt, in einzelnen Fällen auch die Vorderräder.
Die Aufbauten bestanden jeweils aus Aluminiumblechen, die von einem Stahlgerüst getragen wurden. Strukturell ähnelte die Bauweise der Superleggera-Methode der Carrozzeria Touring.

## Produktion
Bernarth erstellte die Aufbauten ausschließlich auf Kundenwunsch. In den meisten Fällen kleidete Bernarth keine fabrikneuen Chassis ein, sondern lieferte sogenannte Zweitaufbauten, d. h., die Kunden bestellten jeweils eine neue Karosserie für ein älteres Chassis, das zuvor einen anderen Aufbau getragen hatte. Abgesehen von einem Auburn, handelte es sich dabei durchgängig um europäische Fahrgestelle (Alfa Romeo, Citroën, Fiat, Jaguar, Lancia, Mercedes-Benz und Talbot-Lago).
Bernath setzte die Produktion auf Aufbauten auch während des Zweiten Weltkriegs fort; so entstand beispielsweise 1944 eine Cabriolet-Karosserie für ein 1938 hergestelltes Citroën-Chassis. Nach Kriegsende entstanden bei Bernath nur noch wenige Aufbauten; die Rede ist von „einer Handvoll“. Das letzte in La Chaux-de-Fonds aufgebaute Fahrzeug war ein Cabriolet auf einem 1936er Auburn 851-Chassis, das ein Schweizer Arzt in Auftrag gegeben hatte. Es entstand 1946 und kostete 10.000 Schweizer Franken.
1946 fiel die Auto Carrosserie Willy Bernath in Insolvenz. Das Unternehmen musste schließen. Insgesamt entstanden bei Bernath 24 Aufbauten, von denen heute noch drei – ein Alfa Romeo, ein Citroën und ein Jaguar – als existent bekannt sind. Das Schicksal der meisten Bernarth-Fahrzeuge ist unbekannt; in der Literatur wird davon ausgegangen, dass die meisten von ihnen im Lauf der Zeit verschrottet wurden.
Willy Bernarth arbeitete nach der Schließung seines Unternehmens als Autohändler im Kanton Jura.

## Die einzelnen Aufbauten
Bernath kleidete von 1938 bis 1938 unter anderem folgende Fahrgestelle ein:
| Chassis der Bernath-Cabriolets | Chassis der Bernath-Cabriolets | Chassis der Bernath-Cabriolets | Chassis der Bernath-Cabriolets | Chassis der Bernath-Cabriolets           |
| Chassishersteller              | Typ                            | Produktionsjahr des Chassis    | Exemplare                      | Standort 2012                            |
| ------------------------------ | ------------------------------ | ------------------------------ | ------------------------------ | ---------------------------------------- |
| Auburn                         | 851                            | 1936                           | 1                              | verschollen                              |
| Alfa Romeo                     | 6C 1750                        | 1933                           | 1                              | Schweiz                                  |
| Citroën                        | 11B Traction                   | 1938                           | 1                              | Deutschland Musée Garage du Pont Potsdam |
| Fiat                           | 1500                           | 1935/1941                      | 2                              | verschollen                              |
| Jaguar                         | S.S.100                        | 1938                           | 1                              | Schweiz                                  |
| Lancia                         | Astura                         | 1931/39                        | mind. 2                        | verschollen                              |
| Lancia                         | Aprilia                        | 1933                           | mind. 2                        | verschollen                              |
| Mercedes-Benz                  | unbekannt                      | unbekannt                      | 1                              | verschollen                              |
| Talbot-Lago                    | unbekannt                      | unbekannt                      | 1                              | verschollen                              |